# گریم روچس
گریم روچس (هلندی: Graeme Rutjes؛ زادهٔ ۲۶ مارس ۱۹۶۰) بازیکن فوتبال اهل هلند بود.
از باشگاه‌هایی که در آن بازی کرده‌است می‌توان به باشگاه فوتبال اندرلشت، باشگاه فوتبال اکسلسیور، و باشگاه فوتبال مشلان اشاره کرد.
وی همچنین در تیم ملی فوتبال هلند بازی کرده‌است.